# تشيتاتيا دي بالتا
 تشيتاتيا دي بالتا هي قرية تقع في إقليم ألبا في رومانيا.

## السكان

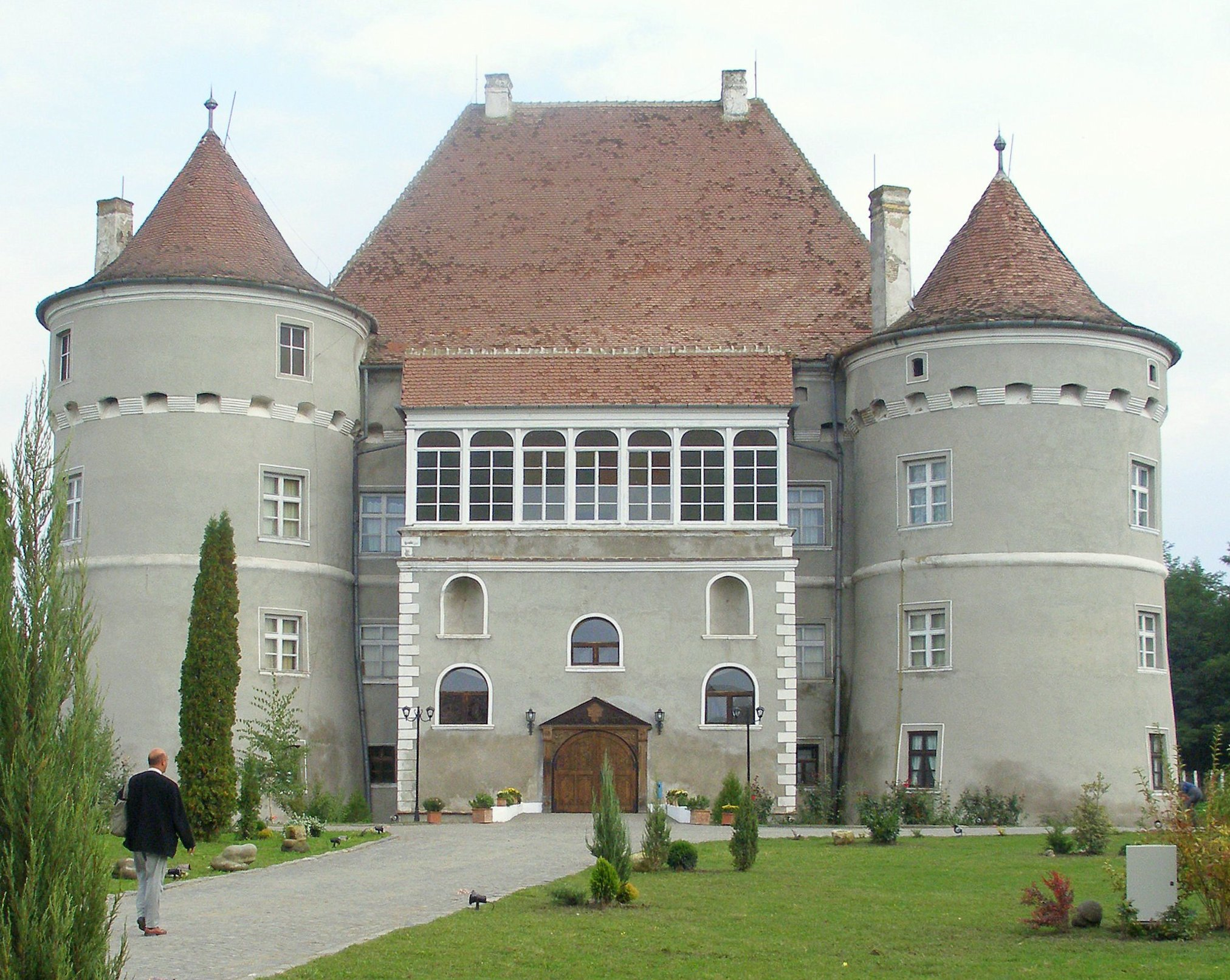
قصر جيدفي.

حسب إحصائيات 2002 بلغ عدد سكان القرية 	3,217 نسمة.